# Сражение при Турне
Сражение при Турне (фр. Bataille de Tournai), также называемое сражение при Пон-а-Шен (Bataille de Pont-à-Chin), произошло 22 мая 1794 года в Бельгии, в Эно, недалеко от Шельды (примерно в 80 км к югу от Брюсселя) между французскими войсками генерала Жана-Шарля Пишегрю и союзниками (австрийцы, британцы и ганноверцы) под командованием Фредерика Йозиаса Саксен-Кобург-Заальфельдского.
В этом сражении, которое является частью кампании во Фландрии (1793—1795) войн Первой коалиции (1792—1797), войска коалиции одержали победу.

## Ход сражения
Бездействие французов после победы при Туркуэне продолжалось три дня. Пишегрю прибыл к армии 19 мая и занялся приготовлением к новому наступлению.
22 мая была произведена общая атака позиции союзников. Самый сильный удар был нанесён по правому флангу (Буше) и центру (герцог Йоркский). Левый фланг эрцгерцога Карла подвергся только слабым атакам части дивизии Бонно.
На обоих первых пунктах оборонявшиеся были оттеснены за ручей Эспер к Турне: Буше отступил к Пон-а-Шену, а центр из Тамплёва был отброшен к Бланденю. Здесь опрокинутые части получили подкрепления, после чего до позднего вечера продолжались кровопролитные бои.
Четыре французские бригады Суама атаковали Тамплёв и Пон-а-Шен, брали их четыре раза и каждый раз вынуждены были отступить.
Наконец, поздним вечером Пишегрю, убедившись в бесплодности атак и потеряв около 7 тысяч убитыми и ранеными, приказал армии отступить.

## Последствия
Суам отступил к Куртре, а Бонно — к реке Марк. Союзники, утомленные ожесточенными боями, не преследовали французов. Во многом этим успехам союзная армия была обязана работе, проделанной генерал-квартирмейстером Маком.